# Mleko skondensowane
Mleko skondensowane – mleko, z którego usunięto wodę (około 60%). Najczęściej występuje z dodatkiem cukru, w postaci słodzonego mleka skondensowanego do tego stopnia, że terminy "mleko skondensowane" i "słodzone mleko skondensowane" są dziś często używane zamiennie.

## Produkcja
Surowe mleko jest klarowane i standaryzowane do pożądanego stosunku tłuszczu do suchej masy beztłuszczowej, a następnie podgrzewane do temperatury 85-90 °C (185-194 °F) przez kilka sekund. Ten proces ogrzewania niszczy niektóre mikroorganizmy, zmniejsza oddzielanie tłuszczu i hamuje utlenianie. 
Coraz częściej jest wytwarzane przez dodanie odtłuszczonego mleka w proszku, oleju maślanego i cukru do mleka lub wody w celu zwiększenia zawartości substancji stałych do pożądanego poziomu. W zależności od dodanej ilości, może to skrócić lub nawet wyeliminować etap odparowywania. 

## Historia
Nicolas Appert skondensował mleko we Francji w 1820 roku. W 1835 roku angielski badacz William Newton wpadł na pomysł dodania cukru do mleka, aby zapewnić jego trwałość. Gail Borden Jr. w Stanach Zjednoczonych w 1853 roku, w odpowiedzi na trudności z przechowywaniem mleka dłużej niż kilka godzin, użył naczynia próżniowego z wężownicą grzewczą, aby odparować wodę z mleka bez jego przypalania lub zakwaszania. Uzyskane w ten sposób mleko skondensowane mogło być przechowywane i transportowane na duże odległości. Podczas wojny secesyjnej armia Unii zamówiła więcej mleka, niż fabryka Bordena była w stanie wyprodukować. Wieść o jego zaletach szybko dotarła do opinii publicznej, a przemysł mleczarski rozkwitł. Wcześniej mleko mogło być świeże tylko przez krótki czas i było dostępne tylko w bezpośrednim sąsiedztwie krowy w okresie laktacji.
Prawdopodobnie równie ważne dla przyszłości produkcji mleka były wymagania Bordena ("Dziesięć przykazań mleczarza") dla rolników, którzy chcieli sprzedawać mu surowe mleko: musieli myć wymiona krów przed udojem, utrzymywać obory w czystości oraz wyparzać i suszyć sita rano i wieczorem. Do 1858 roku mleko Bordena, sprzedawane pod marką Eagle Brand, zyskało reputację czystego, trwałego i ekonomicznego.

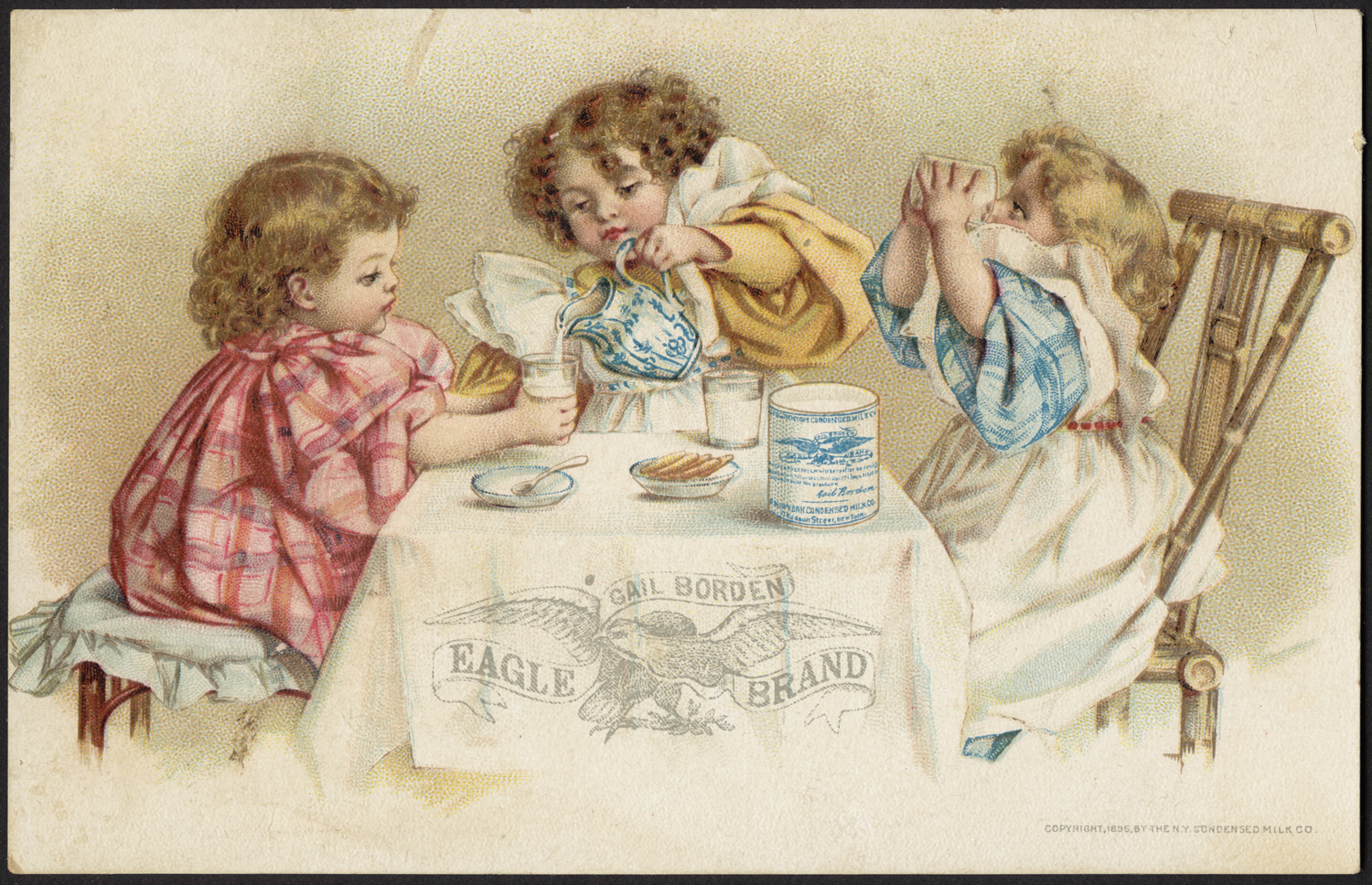
Karta reklamowa mleka skondensowanego Eagle Brand

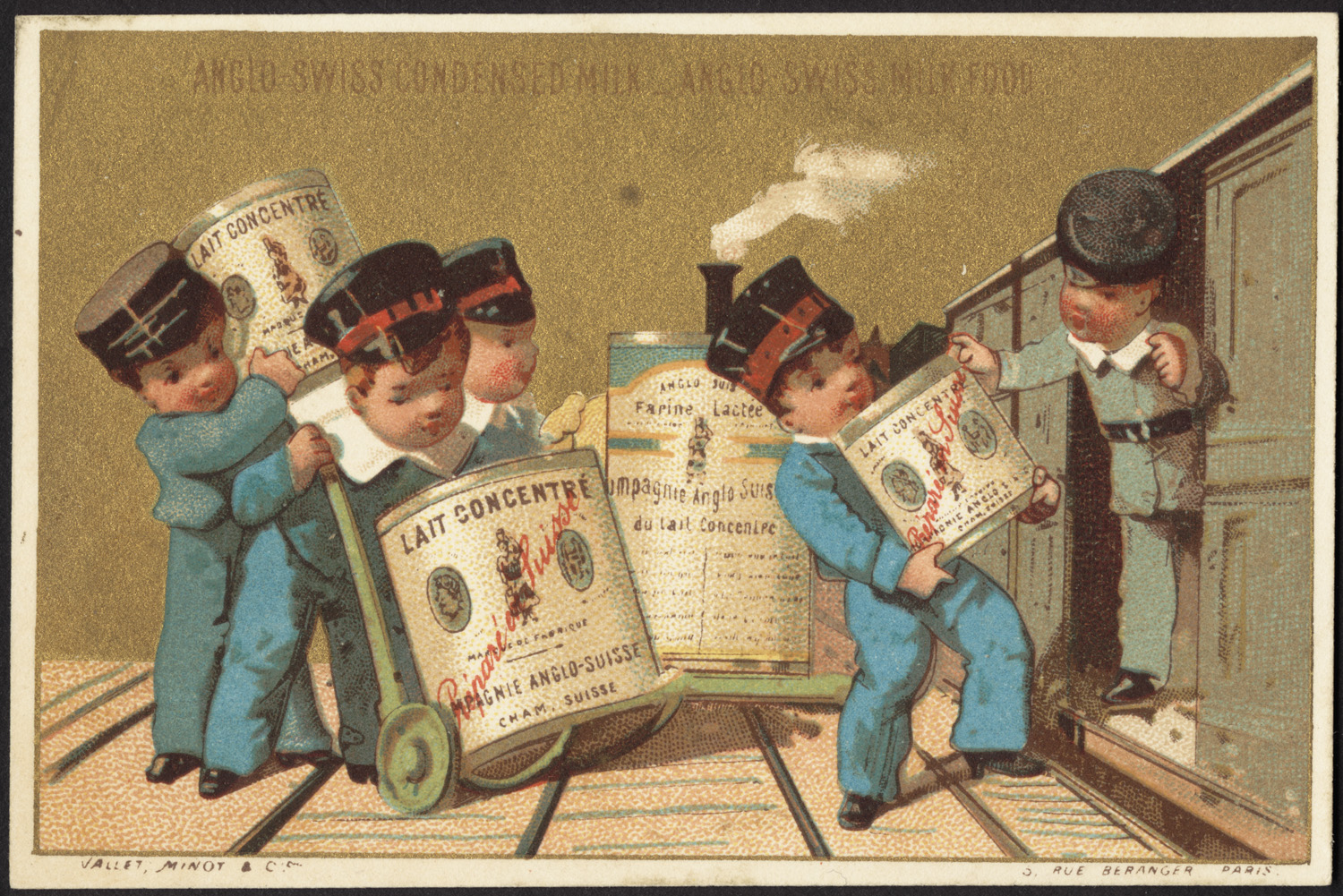
Karta reklamowa mleka skondensowanego

W 1864 r. firma Gail Borden's New York Condensed Milk Company zbudowała fabrykę mleka New York Milk Condensery w Brewster w stanie Nowy Jork. Była to największa i najbardziej zaawansowana fabryka mleka w tamtych czasach i była to pierwsza komercyjnie udana fabryka Bordena. Ponad 200 hodowców bydła mlecznego dostarczało 20 000 galonów amerykańskich (17 000 galonów brytyjskich; 76 000 litrów) mleka dziennie do fabryki w Brewster, ponieważ popyt wzrósł w wyniku amerykańskiej wojny secesyjnej.
Pierwsza kanadyjska fabryka mleka kondensowanego została zbudowana w Truro w Nowej Szkocji w 1871 r. W 1899 r. E. B. Stuart otworzył pierwszą fabrykę Pacific Coast Condensed Milk Company (później znaną jako Carnation Milk Products Company) w Kent w stanie Waszyngton.
W 1911 r. Nestlé zbudowało największą na świecie fabrykę mleka skondensowanego w Dennington w stanie Wiktoria w Australii.
Pierwsza wojna światowa zregenerowała zainteresowanie i rynek mleka skondensowanego, głównie ze względu na korzyści związane z jego przechowywaniem i transportem. 

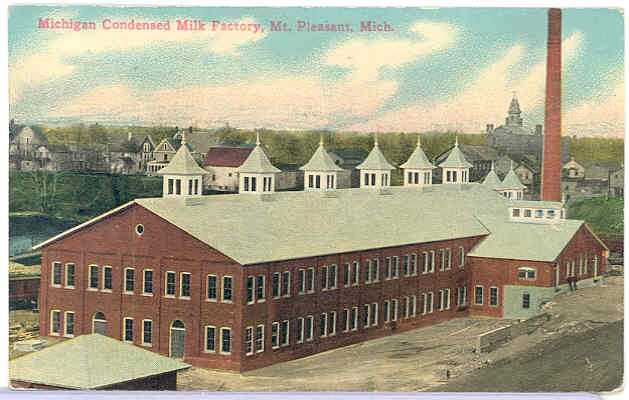
Fabryka mleka kondensowanego w Michigan (1916)